# Comarque de Montaña de Riaño
La comarque de Montaña de Riaño est une comarque espagnole de la province de León, dans la communauté autonome de Castille-et-León. Elle est située dans le massif central des Pics d'Europe.